# AD Municipal Curridabat
La Asociación Deportiva Municipal Curridabat fue un equipo de fútbol de Costa Rica que alguna vez jugó en la Primera División de Costa Rica, la máxima categoría de fútbol en el país.

## Historia
Fue fundado el 6 de noviembre de 1979 en la ciudad de Curridabat de la Provincia de San José con el nombre Ferretería El Buen Precio FC, y en 1980 es el Monarca Nacional de Tercera División aunque fue con el nombre de Municipal Curridabat que consiguió sus mayores logros. Uno de sus mayores rivales fue el Club Deportivo Yurusty de Santo Domingo de Heredia.
El club ganó dos títulos de la Segunda División de Costa Rica, en los años 1984 y 1986, disputando su primer partido en la Primera División de Costa Rica un 31 de mayo de 1985 ante la AD Sagrada Familia, partido que terminó empatado a un gol. Estuvo dos temporadas en la máxima categoría, las temporadas 85-86 y 87-88, disputando 80 partidos, aunque solo ganó 14 de ellos, anotó 56 goles y recibió 130. En los años 1988, 1989 y 1990, militando en la Segunda División, el equipo fue filial, del Deportivo Saprissa. 
El club desapareció oficialmente en el año 1992 luego de descender a la Primera División de LINAFA.

### Reencarnación
En forma paralela, y con la finalidad de mantener en competencia a un equipo para la comunidad, fue fundado en junio de 2016 el Curridabat FC, totalmente independiente al club anterior. Este segundo equipo logró inscribirse en la Segunda División para el Torneo de Apertura de 2016-2017 luego de adquirir la franquicia de Municipal Osa.

## Palmarés
- Tercera División de Costa Rica: (1) 1980
- Segunda División de Costa Rica: 2: 1984, 1986